# Vodafone Arena (Suva)
Koordinaten: 18° 8′ 49″ S, 178° 27′ 1″ O
Die Vodafone Arena ist eine Wettkampfstätte in Suva, Fidschi. Sie wurde für die Südpazifikspiele 2003 errichtet. Derzeit wird sie vor allem für Netball-Veranstaltungen genutzt. Die Vodafone Arena war für die Netball-Weltmeisterschaft 2007 vorgesehen,  musste diese aber im Zuge des Militärputschs am 5. Dezember 2006 abgeben. In ihr wurde auch mehrere Male die Ozeanienmeisterschaft in Futsal abgehalten.